# Бразилия във Втората световна война
Бразилия участва във Втората световна война на страната на Съюзниците от 22 август 1942 година до края на войната.
В началото на войната Бразилия запазва неутралитет, но се ориентира все повече към сътрудничество със Съединените американски щати. След като от февруари 1942 година флотът на Германия потопява няколко бразилски кораба, през август Бразилия обявява война на страните от Тристранния пакт. Бразилският флот и военновъздушни сили съдействат на американците в битката за Атлантика, а през лятото на 1944 година страната изпраща 25-хиляден експедиционен корпус, който воюва в Италия до април 1945 година. За времето на войната 948 бразилски войници и моряци са убити.